# 奈良県道28号吉野室生寺針線
奈良県道28号吉野室生寺針線（ならけんどう28ごう よしのむろうじはりせん）は、奈良県吉野郡吉野町から同県奈良市針町に至る主要地方道（奈良県道）である。

## 概要
吉野町 - 東吉野村間、日の森峠付近において不通区間が存在する。山間部を通るため大型車両同士の離合が困難な区間が多い。特に、宇陀市内では、秋の行楽期に室生寺や曽爾村方面へ向かう車両で混雑する。

### 路線データ
- 起点：吉野郡吉野町大字河原屋（国道169号交点）
- 終点：奈良市都祁吐山町

## 歴史
- 1954年（昭和29年）1月20日 - 建設省（現・国土交通省）が主要地方道大淀中龍門小川線（吉野郡大淀町土田～吉野郡小川村鷲家）を指定。
- 1955年（昭和30年）3月1日 - 奈良県が主要地方道18号大淀中龍門小川線として路線認定。
- 1971年（昭和46年）6月26日 - 建設省が主要県道大淀中龍門小川線の大半、一般県道高見室生線の全線、一般県道針室生線の全線を主要地方道吉野室生寺針線に指定[1]。
- 1972年（昭和47年）5月16日 - 奈良県が主要地方道28号吉野室生寺針線として県道路線認定[2]。

## 路線状況

### 自動車交通不能区間
- 吉野郡吉野町小名 - 吉野郡東吉野村鷲家

### 重複区間
- 国道166号（吉野郡東吉野村鷲家 - 吉野郡東吉野村木津）
- 国道369号（宇陀市榛原内牧 - 宇陀市室生田口元上田口）

## 地理

### 通過する自治体
- 奈良県
  - 吉野郡吉野町 - 東吉野村 - 宇陀市 - 奈良市

### 交差する道路
| 交差する道路                                          | 交差する場所 | 交差する場所 | 交差する場所 | 交差する場所         | 備考                                               |  |
| ----------------------------------------------------- | ------------ | ------------ | ------------ | -------------------- | -------------------------------------------------- |  |
| 国道169号                                             | 奈良県       | 吉野郡       | 吉野町       | 河原屋               |                                                    |  |
| 奈良県道15号桜井明日香吉野線                          | 奈良県       | 吉野郡       | 吉野町       | （河原屋）           |                                                    |  |
| 奈良県道37号桜井吉野線                                | 奈良県       | 吉野郡       | 吉野町       | （佐々羅）           |                                                    |  |
| 国道370号                                             | 奈良県       | 吉野郡       | 吉野町       | 三茶屋               |                                                    |  |
| 吉野郡吉野町小名 - 吉野郡東吉野村鷲家間自動車交通不能 |              |              |              |                      |                                                    |  |
| 国道166号                                             | 奈良県       | 吉野郡       | 東吉野村     | （鷲家）             | ※ここから東吉野村松本大橋まで国道166号と重複       |  |
| 奈良県道221号小村木津線                               | 奈良県       | 吉野郡       | 東吉野村     | （木津）             |                                                    |  |
| 奈良県道221号小村木津線                               | 奈良県       | 吉野郡       | 東吉野村     | （木津）             |                                                    |  |
| 国道166号 奈良県道221号小村木津線                     | 奈良県       | 吉野郡       | 東吉野村     | 松本大橋             |                                                    |  |
| 奈良県道31号榛原菟田野御杖線                          | 奈良県       | 吉野郡       | 東吉野村     | （瀧野）             |                                                    |  |
| 国道369号                                             | 奈良県       | 宇陀市       | 宇陀市       | （榛原内牧）         | ※ここから宇陀市室生田口元上田口まで国道369号と重複 |  |
| 国道369号                                             | 奈良県       | 宇陀市       | 宇陀市       | （室生田口元上田口） |                                                    |  |
| 国道165号                                             | 奈良県       | 宇陀市       | 宇陀市       | 室生寺入口           |                                                    |  |
| 国道165号                                             | 奈良県       | 宇陀市       | 宇陀市       | 緑川                 |                                                    |  |
| 奈良県道127号北野吐山線                               | 奈良県       | 宇陀市       | 宇陀市       | （室生無山）         |                                                    |  |
| 国道369号                                             | 奈良県       | 奈良市       | 奈良市       | 外の橋               | ※ここから終点まで国道369号に重複                   |  |
| 奈良県道781号（白石）                                 |              | 奈良市       | 奈良市       |                      |                                                    |  |
| 名阪国道（国道25号バイパス。針インター）              |              | 奈良市       | 奈良市       |                      |                                                    |  |
| 国道25号旧道・奈良県道25号（針切交差点）              |              | 奈良市       | 奈良市       |                      |                                                    |  |

※ 交差する場所の括弧書きは地名、それ以外は交差点名で表示

### 沿線
- 津風呂湖
- たかすみの里
- 室生寺
- 室生ダム
- 向淵スズラン群落